# Jean-Paul Deschatelets
Jean-Paul Deschatelets PC QC (* 9. Oktober 1912 in Montreal, Québec; † 11. Dezember 1986) war ein kanadischer Rechtsanwalt und Politiker der Liberalen Partei Kanadas, der insgesamt mehr als 32 Jahre Abgeordneter des Unterhauses und Mitglied des Senats sowie zeitweise Minister und Präsident des Senats war.

## Leben
Nach dem Schulbesuch absolvierte Deschatelets ein Studium, das er mit einem Bachelor of Arts (B.A.) beendete. Ein weiteres Studium der Rechtswissenschaften schloss er mit einem Bachelor of Laws (LL.B.) ab und nahm anschließend eine Tätigkeit als Rechtsanwalt auf.
Bei der Unterhauswahl vom 10. August 1953 wurde er als Bewerber der Liberalen Partei erstmals zum Abgeordneten in das Unterhaus gewählt und vertrat dort bis zu seinem Mandatsverzicht am 23. Februar 1966 den Wahlkreis Maisonneuve-Rosemont. Am 22. April 1963 berief ihn Premierminister Lester Pearson als Minister für öffentliche Arbeiten in das 19. kanadische Kabinett, dem er bis zu seinem Rücktritt aus persönlichen Gründen am 11. Februar 1965 angehörte.
Nach seinem Ausscheiden aus dem Unterhaus wurde Deschatelets am 24. Februar 1966 auf Vorschlag von Premierminister Pearson Mitglied des Senats und vertrat in diesem bis zu seinem Rücktritt aus gesundheitlichen Gründen am 10. Januar 1986 annähernd 20 Jahre den Senatsbezirk Lauzon. Wenige Monate nach seiner Ernennung wurde er im November 1966 stellvertretender Vorsitzender der Fraktion der Liberalen und war in dieser Funktion bis 1967 zugleich stellvertretender Führer der Regierungsmehrheit im Senat (Deputy Leader of the Government in the Senate). Im Anschluss war er zwischen dem 8. Mai 1967 und dem 23. April 1968 Vorsitzender des Ständigen Senatsausschusses für Finanzen.
Am 5. September 1968 wurde er als Nachfolger von Sydney John Smith Sprecher des Senats (Speaker of the Senate) und war damit bis zu seiner Ablösung durch Muriel McQueen Fergusson am 13. Dezember 1972 Präsident des Oberhauses des kanadischen Parlaments. Während dieser Zeit war er vom 12. September 1968 bis zum 1. September 1972 auch Co-Vorsitzender der Gemeinsamen Sonderausschüsse des Parlaments von Kanada für die Parlamentsbücherei sowie für das Parlamentsrestaurant.